# Intérprete militar (França)

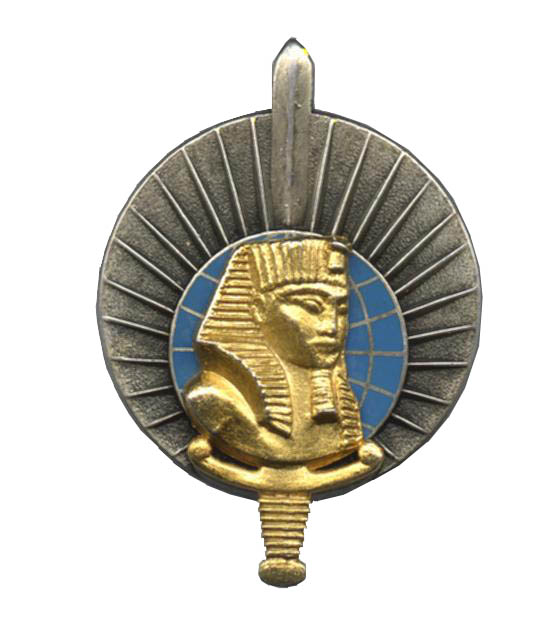
Distintivo de especialidade de linguista do Exército Francês (OSRQLE, OLRAT, OIRAT)

Os intérpretes militares são suboficiais franceses ou oficiais cuja especialidade é o conhecimento de línguas estrangeiras.
Esta especialidade foi iniciada por Napoleão Bonaparte durante a Campanha do Egito:
« Os truchemans, intermediários essenciais entre nações e povos de diferentes raças, existem desde a antiguidade. [...] Quando Bonaparte empreendeu a sua gloriosa campanha no Egito, levou consigo um corpo de estudiosos, incluindo vários orientalistas e arabistas a quem deu o título de intérpretes do exército. [...]. »
e formalmente estabelecido por ele em 1803.
Em referência ao Egito, a sua insígnia é uma esfinge sobre um fundo de um globo terrestre azul dividido por barreiras linguísticas, colocado sobre um fundo circular descentralizado coberto de raios cada um simbolizando uma língua falada pelos intérpretes militares, sobre a qual repousa o espada curta simbolizando o exército francês.
Oficiais da reserva e suboficiais qualificados em línguas estrangeiras (OSRQLE), anteriormente eram oficiais linguistas da reserva do Exército (OLRAT), intérpretes/oficiais intérpretes da reserva do Exército (IRAT/OIRAT) ou oficial de ligação da reserva e intérprete (OLIR).

## Histórico

### Campanha egípcia (1798)
Pela primeira vez, um general numa expedição, Napoleão Bonaparte, optou por ser acompanhado por linguistas. Em 9 de maio de 1798, o comandante da expedição egípcia cercou-se de nove personalidades escolhidas entre os mais destacados orientalistas da época, designadas como "intérpretes do exército" e vinculados à comissão de ciências e artes. Dependiam do Ministério da Guerra, mas não possuíam patente militar; eles mantêm o estatuto de civis e serão devolvidos à vida civil no final da campanha.
Entre eles, Venture Paradis, especialmente ligado a Bonaparte, acompanha-o nas suas menores viagens, com o título de intérprete-em-chefe (posteriormente assimilado ao posto de major ou tenente-coronel). Morto ao retornar da expedição de Saint-Jean-d'Acre, foi substituído por seu aluno, Amédée Jaubert. Ambos eram membros do Instituto do Egito fundado no Cairo por Napoleão em 20 de agosto de 1798.
Vários intérpretes também são recrutados localmente. Este primeiro corpo de intérpretes foi dissolvido no final da campanha e seus membros, perseguindo suas carreiras pessoais, muitas vezes têm destinos brilhantes: professores do Instituto de Línguas Orientais, editores de obras históricas ou linguísticas, de estudos diversos e, por vezes, membros do corpo diplomático. Assim, Elias Pharaon, um sírio melquita nomeado intérprete-em-chefe, continuaria sua carreira a serviço do Primeiro Império e receberia o título de Conde de Balbeque. Naturalizado francês, recebeu uma pensão de 3.000 francos que lhe foi retirada pelo ministério Polignac durante a Restauração.

### Exército da Inglaterra

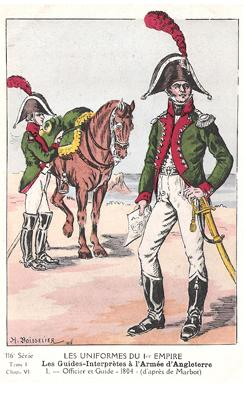
Guia-intérprete do exército da Inglaterra (1803)

A criação oficial da função e das unidades compostas por intérpretes militares, então designadas como "guias intérpretes", remontando a 5 de outubro de 1803, por ocasião da constituição, no campo de Boulogne, do exército da Inglaterra (em francês:  armée d'Angleterre).
O coronel Dupont-Derval, responsável pela criação do corpo, nomeou como seu chefe o Tenente Cuvelier, que foi rapidamente promovido a capitão. É uma companhia de cerca de cem homens, incluindo dois tambores. O uniforme era um casaco com as laterais curtas, inicialmente verde, com gola, guarnições e lapelas vermelhas, calça branca, cinto com fivela decorada com olho, antes de se tornar em 1807 com as laterais longas, inteiramente verde com exceção das guarnições brancas.
Cancelado o desembarque, a companhia participou de outras campanhas (Alemanha, Espanha e Rússia) antes de ser dissolvida em 1814 com a queda de Napoleão. Os vinte e cinco sobreviventes são então incorporados ao 2º Regimento de Dragões.

### Argélia e Norte da África

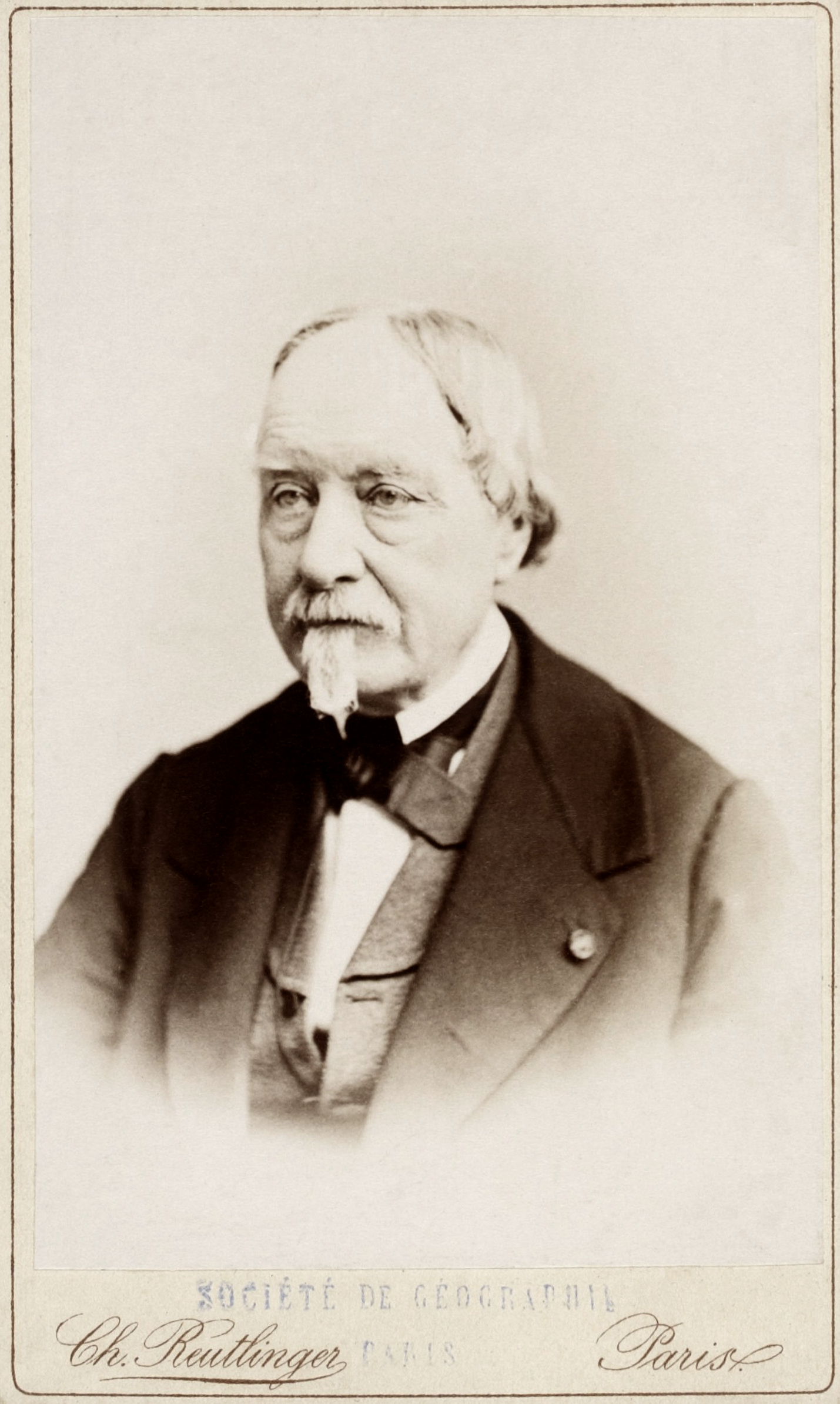
William Mac Guckin de Slane, que foi intérprete-chefe do Exército da África

Em abril de 1830, em preparação para a expedição de Argel, foi novamente estabelecido um corpo de intérpretes militares. O Marquês de Clermont-Tonnerre, Coronel do Estado-Maior Geral, criou o "Corpo Real de Intérpretes do Exército de Argel", mais tarde "Corpo de Intérpretes do Exército da África".
Os primeiros recrutados foram ex-intérpretes de Napoleão Bonaparte, sobreviventes dos mamelucos da Guarda Imperial e jovens orientalistas. O corpo originalmente incluía cinco 1 artistas recebendo, sem ter patente, o salário e abonos de coronel do Estado-Maior, três de 2ª classe (chefe de esquadrão) e sete 3ª classe (capitão) e oito guias-intérpretes (tenente). O uniforme é de tecido azul-real com gola e forros de veludo preto, colete azul ou branco, calça meia-larga em tecido azul sem debrum. Os nove botões do casaco, dourados, representavam uma flor-de-lis encimada por uma coroa. O sinal distintivo destes intérpretes era um bordado dourado representando, na gola ou nos punhos, consoante a categoria, dois ramos de oliveira entrelaçados.
Durante a expedição, muitos artistas tiveram seus cavalos mortos, alguns foram feridos ou até mortos em combate. Concluída a conquista, alguns tornam-se administradores civis, responsáveis pelas forças policiais, cônsules e magistrados.
Um dos mais importantes é Ismaÿl Urbain, "a inspiração para a política do Reino Árabe de Napoleão III, [seu caminho] cruzou e acompanhou o do Emir Abd el-Kader. Foi responsável pela captura da ismala de Abd el-Kader pelo Duque de Aumale (16 de maio de 1843), foi responsável pela detenção do emir em França, visitou-o em Amboise, acompanhou-o a Paris durante suas visitas em 1853 e 1865". Laurent-Charles Féraud, o principal intérprete do exército, escreveu sua história em 1876.
Posteriormente, os intérpretes de língua árabe do Exército da África (em francês:  Armée d'Afrique) distinguiram-se dos seus homólogos de outras línguas pela presença abaixo do seu distintivo do crescente comum às tropas norte-africanas. Em 1938, foi criado um Corpo de Oficiais de Assuntos Militares Muçulmanos (em francês:  Corps des Officiers des Affaires Militaires Musulmanes, AMM), substituindo o nome “intérpretes de língua árabe”. Nos corpos de tropas indígenas (tirailleurs, spahis, etc.), garantiam a proteção do moral dos homens e permitiam ao comando um conhecimento profundo da unidade. Os intérpretes também foram designados para os Serviços de Assuntos Indígenas dos países envolvidos. O corpo de intérpretes do Exército da África continuou até à retirada das tropas francesas do Norte de África em 1962.

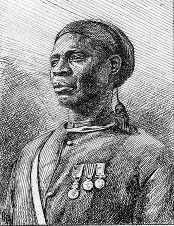
Tirailleur bambara, 1890

### África Ocidental
Durante a conquista da África Ocidental no século XIX, era geralmente o bambara, já utilizado como língua franca pelos principais grupos étnicos, que era utilizado pelos intérpretes militares. O primeiro dicionário francês-bambara foi publicado em 1825. Vários manuais foram escritos posteriormente, incluindo, em 1910, o de Moussa Travélé, "palestrante e intérprete da língua bambara titular de 2ª classe da colônia Alto-Senegal Níger". Um coronel francês, em 1922, pôde escrever: "A língua é fácil, o vocabulário é sóbrio, a gramática simples." É de uso geral em regimentos de tirailleurs senegaleses. No entanto, durante a Primeira Guerra Mundial, o recrutamento acelerado de africanos de diferentes regiões, muitas vezes supervisionados por oficiais e suboficiais sem experiência colonial, levou a uma preferência pelo uso de "francês-tirailleur".

### Primeira Guerra Mundial

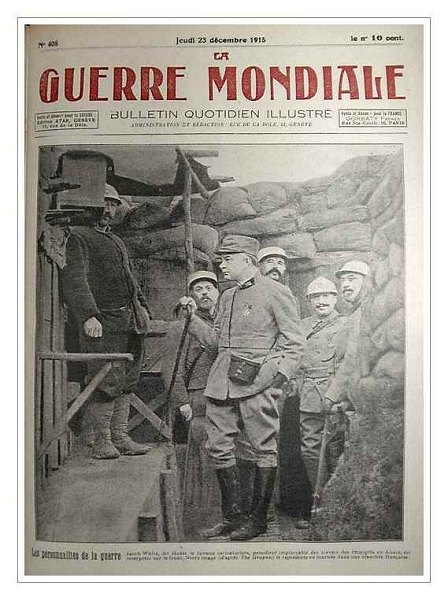
O oficial-intérprete Hansi (Jean-Jacques Waltz) em 1915

#### Os germanistas
A derrota da França em 1870 inspirou a ideia de criar um corpo de oficiais auxiliares, alguns incorporados em unidades ou estados-maiores formados e outros, isolados, chamados de oficiais complementares.
Em 1914, foi nas suas fileiras que se encontravam os intérpretes militares que viriam em massa para apoiar os seus camaradas da ativa. Em sua maioria germanistas, estiveram presentes desde o início das hostilidades na maioria dos estados-maiores de nível de brigada ou superior. As suas competências são utilizadas para investigação ou interpretação de informações de inteligência, interrogatório de prisioneiros de guerra ou produção de documentos de propaganda.
É assim que se destacam, entre outros, o aquarelista alsaciano Jean-Jacques Waltz (Hansi), o seu amigo Zislin, caricaturista patriótico, ou o germanista Ernest Tonnelat, professor do Collège de France.
Seu uniforme segue a evolução dos uniformes militares da época, exceto pelo colarinho azul ultramarino com bordado de ramo de oliveira nos cantos e pelos botões com cabeça de esfinge.

#### Os anglicistas
A necessidade de intérpretes para outras línguas além do alemão surgiu rapidamente: os contatos com os aliados, bem como as necessidades diárias de comunicação destes com as populações locais, exigem o recrutamento de numerosos intérpretes francês-inglês, em particular. Anexados a unidades britânicas, americanas e australianas, trabalham incansavelmente em missões de ligação com unidades congêneres francesas e num papel intermediário com a população local para habitação, compra de forragem ou subsistência, ou aluguel de espaços habitacionais (terrenos e edifícios). Muitos morreram nos estágios iniciais das operações, e suas calças e quepes garanças berrantes os tornaram ainda mais reconhecíveis nas unidades vestidas de cáqui, até que suas próprios anfitriões decidiram vesti-los. Veremos assim intérpretes com bonés franceses e roupas britânicas ou americanas, às quais geralmente acrescentavam os botões com cabeça de esfinge e as esfinges de metal no colarinho que os distinguiam dos seus camaradas germanistas.
O escritor André Maurois, intérprete militar de um estado-maior britânico, usou suas memórias em Les Silences du colonel Bramble, assim como o pintor Paul Maze em A Frenchman in Khaki, prefaciado por Sir Winston Churchill. Paul Mantoux (1877-1956), intérprete de Georges Clemenceau na Conferência de Versalhes de 1919, foi mais tarde co-fundador do Instituto de Estudos Internacionais Avançados de Genebra.

### Segunda Guerra Mundial
Durante a Segunda Guerra Mundial, os intérpretes vivenciaram as vicissitudes de todo o exército francês.
Em setembro de 1939, o Exército da África foi enviado mais uma vez para a França continental. Quarenta e dois oficiais do AMM compartilharam o destino comum: "guerra falsa", combates, retiradas, às vezes capturas, fugas, etc. Uma promoção levará o nome do Tenente Marcel Missoud, falecido no campo de honra em 13 de maio de 1940 nas fileiras do 5e RTM em Gouy, perto de Saint-Quentin no Aisne.
Dentro das Forças Francesas Livres, existe também uma organização de intérpretes, com uma representação feminina bastante forte. Os intérpretes são sistematicamente destacados para pequenas equipas de comandos lançados de pára-quedas na França ocupada, em particular para se prepararem para o desembarque nas praias do Mediterrâneo. Destas poucas centenas de mulheres e homens emergem duas personalidades notáveis: o Tenente Maurice Schumann, a voz da França livre, que mais de mil vezes lançou seus conhecidos apelos desde os estúdios da BBC. Foi como intérprete que ingressou nas Forças Francesas Livres; e o Capitão-de-Corveta Philippe Kieffer, primeiro segundo-tenente intérprete do exército, transferido a seu pedido para a marinha onde se tornou oficial da reserva intérprete e cifrador (ORIC), antes de criar os comandos Kieffer.
Existiram intérpretes franceses nos comandos do Serviço Aéreo Especial, como André Lemée (1921-2019), lançado de paraquedas em Mayenne em 7 de junho de 1944. O grupo de caças Normandia-Niemen, formado em novembre de 1942 em Rayak, no Líbano, e enviado para lutar na Frente Oriental ao lado dos soviéticos, contava originalmente com 14 pilotos, 42 mecânicos e 4 oficiais de estado-maior incluindo 3 intérpretes, um deles combinando as funções de médico militar.
De 1942 a 1943, quando o Exército da África retomou o combate na Tunísia, Itália, França e Alemanha, muitos oficiais da AMM distinguiram-se. O Tenente Costes, morto em 1943 em Zarzis, na Tunísia, dará o seu nome à promoção dos Oficiais da AMM que partirão nesse mesmo ano. Quanto ao Capitão Nésa (futuro general), encontrando-se na França continental em 1942-1943 dentro do Exército do Armistício, conseguiu estabelecer uma rede de fuga para prisioneiros de guerra militares norte-africanos. Preso pela Gestapo, foi deportado para Buchenwald. Mais tarde, os oficiais da AMM acompanharam as unidades norte-africanas na Indochina, participando nos seus problemas e nas suas batalhas e ocupando três postos nos quartéis-generais de Saigon, Hue e Hanói. Vários foram feridos lá. O Tenente Megdouri morreu lá. O Tenente Jeantelot (futuro embaixador), ferido e capturado num batalhão no Tonquim, o 3/1er RTM, sobreviveu ao seu longo cativeiro nos campos de extermínio do Viet Minh.

### Intervenções recentes

#### Primeira Guerra do Golfo (1991)
Da década de 1960 à década de 1990, os intérpretes tornaram-se "da reserva" e tornou-se impossível enviá-los em operações externas. Um deles, porém, quase clandestinamente, e usando subterfúgios legais, foi enviado em outubro de 1991, logo após o fim da primeira Guerra do Golfo, para Riad, na Arábia Saudita, participar como intérprete na avaliação militar da Guerra do Golfo. Ele foi, portanto, o primeiro a assumir a tocha das linguagens nas operações.

#### Balcãs
Posteriormente, a Lei 1993/4 tornou possível novamente a participação de reservistas individuais em operações militares. O conflito dos Balcãs acabava de começar, a comunidade internacional decidiu enviar para a ex-Iugoslávia, sob a égide da ONU e depois da OTAN, um grande contingente no qual a França participou: em 1995 e 1996, 5 intérpretes militares da reserva foram designados para cargos de natureza estritamente linguística, como tradutores/intérpretes de inglês ou servo-croata, ou para cargos onde a sua formação em trabalho de estado-maior, juntamente com as suas competências linguísticas, lhes permitiu uma adaptação instantânea para um ambiente multinacional com um forte domínio anglo-saxão. Além do mais, as suas competências civis tornavam-nos adequados para missões às quais o exército profissional não estava habituado: Ações Civis-Militares (ACM), relações com os meios de comunicação social ou com as populações locais... Desde então, a presença de intérpretes militares de reserva (IRAT, OIRAT ou OLRAT) nos Balcãs tem sido ininterrupta, na Bósnia-Herzegovina e no Kosovo em particular, alguns tendo realizado 3 ou 4 OPEX (operações externas).

#### Afeganistão e Líbano
O Afeganistão (operação PAMIR) não escapou à regra agora bem estabelecida de utilização de intérpretes militares de reserva. Até à data, vários participaram neste OPEX, quer in loco como chefes do serviço linguístico da ISAF em Cabul, quer no âmbito das Psyops (operações psicológicas), quer remotamente, a partir de Brunssum, nos Países Baixos, como parte de um reforço J3 disponibilizado à OTAN pela França para a operação PAMIR.

## Escolas
Durante a Primeira Guerra Mundial, foram criadas duas escolas, uma para intérpretes do exército inglês em Berck, outra para intérpretes do exército americano em Biesles (Haute-Marne). Após a Segunda Guerra Mundial, foi criado em Paris o Centro de Línguas Militares e Estudos Estrangeiros (em francês:  Centre de langues et d'études étrangères militaires, CLEEM), cuja sede era na École Militaire. Após a sua dissolução em 1986, as suas missões foram assumidas pela Escola Conjunta de Inteligência e Estudos Linguísticos com sede em Estrasburgo. Em 2006, esta organização foi substituída pelo Centro de Treinamento Conjunto de Inteligência, que assumiu as suas instalações e missões.

## Associações

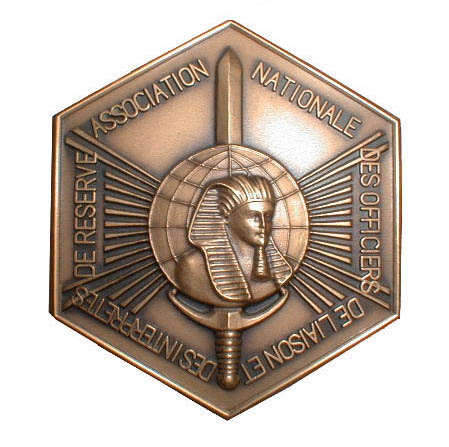
Medalha da Associação Nacional de Oficiais de Ligação e Intérpretes de Reserva (AnOLIR)

No período Entre-Guerras, os intérpretes agruparam-se em associações. Os dois primeiros (“A Associação das Esfinges”, e “Intérpretes da Grande Guerra") nasceram logo após a Primeira Guerra Mundial, fundiram-se e desapareceram na década de 1930. O terceiro foi criado em 1928 e perdura. Primeiramente chamada de “Associação Geral de Oficiais de Intérpretes de Reserva" (AgOIR), tornou-se então" Associação Geral de Oficiais de Ligação e Intérpretes de Reserva" (AgOLIR), depois “Associação Nacional de Oficiais de Ligação e Intérpretes de Reserva" (AnOLIR). Reúne quase trezentos linguistas de reserva representando trinta línguas diferentes. A AnOLIR é membro da Associação Nacional das Reservas do Exército desde a sua criação em 1999.